# Cornelius Bloemaert
Cornelius Bloemaert (Utrecht, 1623 – Roma 1680), pintor neerlandês, filho de Abraham Bloemaert.
Deslocou-se para París em 1630, antura em que executou as gravuras do Temple des Muses em Marolles, antes de ir para Roma. A sua obra é reconhecida pela riqueza das cores e pela suavidade das transições. Foi chefe da escola de arte de Natalis e Rousselet. Melhores obras: Sainte famille ; Adoration des bergers ; Méléagre.